# Маурери, Зузана
Зузана Маурери (словац. Zuzana Maurery; род. 23 сентября 1968, Братислава) — словацкая актриса
 театра и кино.

## Биография
Зузана происходит из семьи музыкантов. Её отец, Павол Маури, в течение многих лет был оперным солистом Словацкого национального театра, а мать, Дарина Марковичова, была хоровым сопрано в бывшем театре «Новая сцена».
Благодаря профессии своих родителей, она росла финансово обеспеченной. Посещая среднюю школу для немецкоговорящих, она также брала уроки танцев и фортепиано. Мюзиклы вскоре очаровали её своей необычной формой, впрочем, само пение не так сильно. Однако родители уговорили её начать изучать информатику в соседней гимназии Юрая Хронца в Братиславе, которая в основном была сосредоточена на математической физике. Несмотря на то, что она сосредоточилась на естественных науках, Маурери успешно закончила обучение актёрскому мастерству в Академии исполнительских искусств (VŠMU). Она училась вместе с такими известными актёрами, как Роман Помайбо, Петр Маньковецкий, Дагмар Брукмайерова, Зузана Вачкова и Сильвия Варгова.